# Термас де Ріо Ондо (траса)
Міжнародний автодром Термас де Ріо Ондо (ісп. Autódromo Internacional de Termas de Río Hondo) — аргентинський автомотодром, розташований на відстані 6 км від міста Ріо Ондо в провінції Сантьяго-дель-Естеро. Він побудований на ділянці, площею 240 га неподалік греблі. Стартово-фінішна пряма довжиною 1380 метрів є найдовшою з усіх існуючих дорожніх трас в Аргентині.
Офіційне відкриття автодрому відбулося 11 травня 2008 року в присутності 65 000 глядачів.
Автодром має омологацію Міжнародної автомобільної федерації (FIA) та Міжнародної федерації Мотоспорту (FIM), що дає змогу проводити на ньому як змагання з Формули-1, так і MotoGP.

## MotoGP
Перший етап Гран-Прі Аргентини серії MotoGP відбувся на автомотодромі 25—27 квітня 2014 р. Термас де Ріо Ондо став 26-м треком у новітній історії класу MotoGP з 2002 року, Аргентина стала 18-ю країною, яка прийняла ці змагання.